# Pennyworth
Pennyworth  (Pennyworth - The Origin of Batman's Butler) è una serie televisiva statunitense, basata sul personaggio di Alfred Pennyworth della DC Comics, creato da Bill Finger e Jerry Robinson.
Prodotta da Danny Cannon e Bruno Heller, la serie è andata in onda su Epix dal 28 luglio 2019.
In Italia è stata distribuita dal 25 ottobre 2019 su Lionsgate+ che ne ha acquistato i diritti della serie per l'Europa (compresa l'Italia) e America Latina.
La seconda stagione è andata in onda dal 13 dicembre 2020.
Nell'ottobre 2021, la serie è passata da Epix a HBO Max per la terza stagione. La terza stagione sarà l'ultima, sottotitolata "The Origin of Batman's Butler", è uscita sulla piattaforma nell'ottobre 2022.

## Trama
La serie segue il maggiordomo della famiglia Wayne, Alfred Pennyworth, un ex soldato del Special Air Service dell'Esercito Britannico, che forma una compagnia di sicurezza e inizia a lavorare con Thomas Wayne in una Londra grottesca che combina aspetti degli anni '50 e '60.

## Episodi
| Stagione         | Episodi | Prima TV USA | Pubblicazione Italia |
| ---------------- | ------- | ------------ | -------------------- |
| Prima stagione   | 10      | 2019         | 2019                 |
| Seconda stagione | 10      | 2020-2021    | 2021                 |
| Terza stagione   | 10      | 2022         |                      |

## Personaggi e interpreti

### Personaggi principali
- Alfred "Alfie" Pennyworth (stagione 1-3), interpretato da Jack Bannon, doppiato da Davide Perino.
- Thomas Wayne (stagione 1-3), interpretato da Ben Aldridge, doppiato da Simone D'Andrea.
- Martha Kane (stagione 1-3), interpretata da Emma Paetz, doppiata da Domitilla D'amico.
- Wallace "Dave Boy" McDougal (stagione 1-3), interpretato da Ryan Fletcher, doppiato da Edoardo Stoppacciaro.
- Deon "Bazza" Bashford (stagioni 1-2), interpretato da Hainsley Lloyd Bennett, doppiato da Simone Crisari.
- Arthur "Signor P." Pennyworth (stagione 1-2), interpretato da Ian Puleston-Davies, doppiato da Paolo Marchese.
- Mary Pennyworth (stagioni 1-3), interpretata da Dorothy Atkinson, doppiata da Alessandra Korompay.
- Bet Sykes (stagioni 1-3), interpretata da Paloma Faith, doppiata da Chiara Colizzi.
- Margaret "Peggy" Sykes (stagione 1-3), interpretata da Polly Walker, doppiata da Roberta Pellini.
- Lord James Harwood (stagioni 1-2), interpretato da Jason Flemyng, doppiato da Luca Ward.
- Sandra Onslow (stagione 2-3, ricorrente stagione 1) interpretata da Harriet Slater, doppiata da Elena Perino.
- Ispettore Victor Aziz (stagione 2, ricorrente stagione 1), interpretato da Ramon Tikaram, doppiato da Antonio Sanna.
- Colonnello John Salt (stagione 2-3), interpretato da Edward Hogg, doppiato da Emiliano Coltorti.
- Katie Browning (stagione 2-3), interpretata da Jessye Romeo, doppiata da Alessia Amendola.

### Personaggi ricorrenti
- Esme Winikus (stagione 1), interpretata da Emma Corrin, doppiata da Letizia Ciampa.
- Sid Onslow (stagione 1-in corso), interpretata da Simon Day, doppiato da Giorgio Locuratolo.
- Patricia Wayne (stagione 1-in corso), interpretata da Salòme Gunnarsdòttir, doppiata da Chiara Gioncardi.
- Aleister Crowley (stagione 1-in corso), interpretato da Jonjo O' Neill, doppiato da Riccardo Scarafoni.
- Lady Clarissa Harwood (stagione 1), interpretata da Melissa Knatchbull, doppiata da Laura Boccanera.
- John Ripper (stagione 1-in corso), interpretato da Danny Webb, doppiato da Luca Biagini.
- Jason Ripper (stagione 1), interpretato da Freddy Carter, doppiato da Flavio Aquilone.
- Primo Ministro (stagione 1), interpretato da Richerd Clothier.
- La Regina (stagione 1-in corso), interpretata da Jessica Ellerby, doppiata da Francesca Fiorentini.
- Frances Gaunt (stagione 1-in corso), interpretata da Anna Chancellor, doppiata da Emanuela Rossi.
- Undine Thwaite (stagione 1), interpretata da Sarah Alexander, doppiata da Barbara De Bortoli.
- Lord William Smytth (stagione 1), interpretato da Peter Woodward.
- Capitano John Curzon (stagione 1), interpretato da Charlie Woodward, doppiato da Gabriele Lopez.
- Capitano Gulliver Troy (stagione 2-in corso), interpretato da James Purefoy, doppiato da Massimo Rossi.
- Melanie Troy (stagione 2-in corso), interpretata da Jessica De Gouw, doppiata da Benedetta Degli Innocenti.
- Lucius Fox (stagione 2-in corso), interpretato da Simon Manyonda, doppiato da Emanuele Ruzza.
- Nelson Thursday (stagione 2-in corso), interpretato da Tristram Wymark.

## Produzione

### Sviluppo
Il 16 maggio 2018, venne annunciato che Epix aveva dato alla produzione un ordine di serie per una prima stagione composta da dieci episodi. L'episodio pilota doveva essere scritto da Bruno Heller e diretto da Danny Cannon, i quali sono anche tra i produttori esecutivi della serie. La casa di produzione coinvolta è la Warner Horizon Television.

### Casting
Nell'ottobre 2018, fu annunciato che Jack Bannon, Ben Aldridge, Ryan Fletcher, Hainsley Lloyd Bennett, Paloma Faith e Jason Flemyng erano stati scelti, in dei ruoli ricorrenti. Il 4 dicembre 2018, si unì al cast ricorrente Polly Walker.
Il 20 marzo 2019, Emma Paetz e Jessica Ellerby si unirono al cast.

### Riprese
Le riprese della serie sono iniziate il 22 ottobre 2018 presso i Warner Bros. Studios a Leavesden, nel Regno Unito. Inoltre, a Londra sono state girate alcune scene, tra cui la selezione dell'edificio storico Florin Court come la casa e il quartiere di uno dei personaggi principali della serie.

## Promozione
Il 1º aprile 2019, è stato pubblicato il teaser trailer della serie.

## Distribuzione
Il 6 febbraio 2019, è stato annunciato durante la conferenza stampa invernale annuale della Television Critics Association che la serie sarebbe stata trasmessa nel mese di giugno.
Il 24 aprile, è stato annunciato che la serie avrebbe debuttato il 28 luglio 2019 su Epix.
Il 10 luglio 2019, viene annunciato che Lionsgate+ ha acquistato i diritti della serie per distribuirla in Europa (Regno Unito, Irlanda, Austria, Germania, Belgio, Lussemburgo, Italia e Spagna) e nell'America Latina.
La seconda stagione è stata confermata il 27 ottobre 2019 e le riprese sono cominciate nel gennaio 2020. Il primo episodio è stato trasmesso il 13 dicembre 2020.

## Accoglienza

### Critica
La serie è stata accolta positivamente dalla critica. Sull'aggregatore di recensioni Rotten Tomatoes ha un indice di gradimento del 63% con un voto medio di 7,29 su 10, basato su 19 recensioni. Il commento consensuale del sito recita: "Mentre personaggi intriganti e scenografie impressionanti creano un avvincente thriller di spionaggio, Pennyworth non aggiunge molto al più grande mito di Batman". Su Metacritic, invece ha un punteggio di 60 su 100, basato su 9 recensioni.
Scrivendo per il The AV Club, Sam Barsanti dà al programma una C, sottolineando che Pennyworth: "sarebbe quasi più divertente se cambiasse alcuni nomi e annulli completamente la connessione del fumetto - almeno allora non ci sarebbero domande distruttive sul perché Thomas Wayne ha una sorella e perché lavora segretamente per il governo invece di diventare un ricco dottore. Allo stato attuale, tuttavia, lo spettacolo è tanto divertente quanto frustrante, sentendosi un po' come un adattamento di un fumetto basato sui film di Guy Ritchie di Sherlock Holmes (con tutta la britannicità che implica)".